# Dusona prolata
Dusona prolata là một loài tò vò trong họ Ichneumonidae.